# 芒市镇
芒市镇，是云南省德宏傣族景颇族自治州芒市下辖的一个镇，原为芒市城区所在地，2008年勐焕街道从芒市镇划出。

## 历史
历史上，芒市镇是芒市土司的辖地。1936年，国民政府在芒市地区推行乡镇建制，成立双龙镇，隶属潞西设治局第一区。中华人民共和国成立后，双龙镇隶属潞西县芒市区，1953年芒市区拆分，双龙镇更名为芒市镇，划归那目区。1956年，勐社区（那目区）与允茂区合并为芒市坝区，芒市镇隶属芒市坝区。1957年成立城关区，芒市镇改属城关区。1965年从城关区中分离，升格区级镇，下辖城郊办事处、城子街道办事处。1969年实行人民公社化运动，改称东方红公社，1971年恢复原名。1984年，重新划分下辖办事处，芒市镇辖东北里、西南里、团结、新村四个办事处。:25-312005年11月，城郊镇、象滚塘乡并入芒市镇；2008年4月，芒市主城的8个社区从芒市镇划出，成立勐焕街道办事处:2552。

## 地理
芒市镇总面积349.15平方千米:71，2020年有人口53,030人，傣族占49.84%（2019年），汉族占47.68%（2019年）:71。芒市镇辖境多为山区，部分地区位于芒市坝的东北部，整体地势东北高、西南低，森林覆盖率69.14%。境内最高峰是与龙陵县交界的背阴山主峰水丝棉坡，海拔2,377米；最低点芒核村广母寨，海拔807米。境内最大河流是芒杏河，流经上东、松树寨2个村委会，芒市河的上游八湾河流经芒市镇北部。:2554

## 行政区划
芒市镇下辖以下地区：
大湾村、松树寨村、芒核村、拉怀村、回贤村、中东村、下东村、象滚塘村、河心场村和云茂村。

## 经济
2016年，芒市镇有耕地面积49,422亩，农业总产值25,398万元，主要作物有水稻、玉米、小麦、烟草、茶叶、甘蔗、竹子、核桃、澳洲坚果、咖啡等，种植芒果、菠萝蜜等热带水果。2011年有规模以上工业企业6家，总产值2.59亿元。全年社会商品销售额1.5亿元，财政收入979.7万元。:2554

## 基础设施
芒市镇有19所小学和1所初中，镇内建有文化站1个、卫生院2所。镇内有县乡级公路17条，总长181.52千米，乡村公路通达率100%，杭瑞高速、320国道过境。:2555

## 著名人物
- 朗四——傣族象脚鼓舞国家级非物质文化遗产代表性传承人。